# یالتاران
یالتاران (انگلیسی: Yaltaran) یک شهرک در شهرستان ایشیمبایسکی استان باشقیرستان کشور روسیه است.